# Liste der Gebietsänderungen in Brandenburg 2002
Die Liste der Gebietsänderungen im Land Brandenburg 2002 enthält wichtige Änderungen der Gemeindegebiete des Landes Brandenburg in der Zeit vom 1. Januar 2002 bis zum 31. Dezember 2002. Dazu zählen unter anderem Zusammenschlüsse und Trennungen von Gemeinden, Eingliederungen von Gemeinden in eine andere, Änderungen des Gemeindenamens und größere Umgliederungen von Teilen einer Gemeinde in eine andere.

## Legende
- Datum: juristisches Wirkungsdatum der Gebietsänderung
- Gemeinde vor der Änderung: Gemeinde vor der Gebietsänderung
- Maßnahme: Art der Änderung
- Gemeinde nach der Änderung: Gemeinde nach der Gebietsänderung
- Kreis: Kreis der Gemeinde nach der Gebietsänderung

Die Sortierung erfolgt chronologisch: Datum, kreisfreie Städte, Landkreise, aufnehmende oder neu gebildete Gemeinde. Heute noch bestehende Gemeinden sind farbig unterlegt.

## Liste
| Datum      | Gemeinde vor der Änderung | Maßnahme        | Gemeinde nach der Änderung | Landkreis             |
| ---------- | --- | --------------- | -------------------------- | --------------------- |
| 01.01.2002 | Wahrenbrück | Namensänderung  | Uebigau-Wahrenbrück        | Elbe-Elster           |
| 01.01.2002 | Hermsdorf bei Ruhland | Namensänderung  | Hermsdorf                  | Oberspreewald-Lausitz |
| 10.01.2002 | Frankendorf Storbeck | Zusammenschluss | Storbeck-Frankendorf       | Ostprignitz-Ruppin    |
| 31.01.2002 | Baitz Neuendorf | Eingliederung   | Brück                      | Potsdam-Mittelmark    |
| 31.01.2002 | Cammer Damelang-Freienthal | Zusammenschluss | Planebruch                 | Potsdam-Mittelmark    |
| 01.02.2002 | Parlow-Glambeck | Eingliederung   | Friedrichswalde            | Barnim                |
| 01.02.2002 | Groß-Ziethen Klein Ziethen | Zusammenschluss | Ziethen                    | Barnim                |
| 01.02.2002 | Freiwalde Niewitz Reichwalde | Zusammenschluss | Bersteland                 | Dahme-Spreewald       |
| 01.02.2002 | Ranzow Reddern | Eingliederung   | Altdöbern                  | Oberspreewald-Lausitz |
| 01.02.2002 | Bahnsdorf Lindchen Lubochow Ressen | Zusammenschluss | Neu-Seeland                | Oberspreewald-Lausitz |
| 01.02.2002 | Brielow Marzahne Radewege | Zusammenschluss | Beetzsee                   | Potsdam-Mittelmark    |
| 01.02.2002 | Butzow Gortz Ketzür | Zusammenschluss | Beetzseeheide              | Potsdam-Mittelmark    |
| 01.02.2002 | Briest Fohrde Hohenferchesar Pritzerbe | Zusammenschluss | Havelsee                   | Potsdam-Mittelmark    |
| 01.02.2002 | Lünow Roskow Weseram | Zusammenschluss | Roskow                     | Potsdam-Mittelmark    |
| 01.02.2002 | Klausdorf Kummersdorf-Alexanderdorf Kummersdorf-Gut Mellensee Rehagen Sperenberg                                                            | Zusammenschluss | Am Mellensee               | Teltow-Fläming        |
| 01.03.2002 | Lunow Stolzenhagen | Zusammenschluss | Lunow-Stolzenhagen         | Barnim                |
| 01.03.2002 | Lüdersdorf Parstein | Zusammenschluss | Parsteinsee                | Barnim                |
| 01.03.2002 | Eggersdorf/Mü. Hermersdorf/Obersdorf Hoppegarten/Mü. Jahnsfelde Müncheberg Trebnitz                                                         | Zusammenschluss | Müncheberg                 | Märkisch-Oderland     |
| 01.03.2002 | Buchwäldchen Gosda Muckwar Schöllnitz | Zusammenschluss | Luckaitztal                | Oberspreewald-Lausitz |
| 01.03.2002 | Buckau Dretzen | Zusammenschluss | Buckautal                  | Potsdam-Mittelmark    |
| 01.03.2002 | Steinberg | Eingliederung   | Buckautal                  | Potsdam-Mittelmark    |
| 01.03.2002 | Hohenlobbese | Eingliederung   | Görzke                     | Potsdam-Mittelmark    |
| 01.03.2002 | Boecke | Eingliederung   | Wenzlow                    | Potsdam-Mittelmark    |
| 01.03.2002 | Bücknitz Glienecke | Eingliederung   | Ziesar                     | Potsdam-Mittelmark    |
| 31.03.2002 | Alt Stahnsdorf Limsdorf Schwerin Storkow Wochowsee                                                                                          | Zusammenschluss | Storkow (Mark)             | Oder-Spree            |
| 31.03.2002 | Köpernitz | Eingliederung   | Ziesar                     | Potsdam-Mittelmark    |
| 31.03.2002 | Legde Quitzöbel | Zusammenschluss | Legde/Quitzöbel            | Prignitz              |
| 01.04.2002 | Dahmsdorf Emstal Göhlsdorf Grebs Krahne Lehnin Michelsdorf Nahmitz Netzen Prützke Rädel Reckahn Rietz                                       | Zusammenschluss | Kloster Lehnin             | Potsdam-Mittelmark    |
| 01.04.2002 | Oberjünne | Eingliederung   | Planebruch                 | Potsdam-Mittelmark    |
| 01.05.2002 | Bahren Brenitz Friedersdorf Goßmar Großkrausnik Kleinkrausnik Pahlsdorf Sonnewalde Zeckerin                                                 | Zusammenschluss | Sonnewalde                 | Elbe-Elster           |
| 01.05.2002 | Leuenberg Steinbeck | Zusammenschluss | Höhenland                  | Märkisch-Oderland     |
| 01.06.2002 | Uckro | Eingliederung   | Luckau                     | Dahme-Spreewald       |
| 01.06.2002 | Merz Ragow | Zusammenschluss | Ragow-Merz                 | Oder-Spree            |
| 01.06.2002 | Brachwitz | Eingliederung   | Treuenbrietzen             | Potsdam-Mittelmark    |
| 30.06.2002 | Barenthin Dannenwalde Demerthin Döllen Görike Granzow Groß Welle Gumtow Kolrep Kunow Schönebeck Schönhagen Schrepkow Vehlin Vehlow Wutike   | Zusammenschluss | Gumtow                     | Prignitz              |
| 01.07.2002 | Hartmannsdorf Spreenhagen | Zusammenschluss | Spreenhagen                | Oder-Spree            |
| 01.07.2002 | Alt Bork Deutsch Bork Linthe | Zusammenschluss | Linthe                     | Potsdam-Mittelmark    |
| 01.07.2002 | Dahnsdorf Kranepuhl Locktow Mörz | Zusammenschluss | Planetal                   | Potsdam-Mittelmark    |
| 01.07.2002 | Haseloff-Grabow Nichel Niederwerbig Schlalach                                                                                               | Zusammenschluss | Mühlenfließ                | Potsdam-Mittelmark    |
| 01.07.2002 | Buchholz b. Niemegk Garrey Groß Marzehns Klein Marzehns Raben Rädigke                                                                       | Zusammenschluss | Rabenstein/Fläming         | Potsdam-Mittelmark    |
| 01.08.2002 | Hohenseefeld | Eingliederung   | Niederer Fläming           | Teltow-Fläming        |
| 30.12.2002 | Altenhof | Eingliederung   | Finowfurt                  | Barnim                |
| 31.12.2002 | Börnicke Lobetal | Eingliederung   | Bernau bei Berlin          | Barnim                |
| 31.12.2002 | Marienwerder Ruhlsdorf | Zusammenschluss | Marienwerder               | Barnim                |
| 31.12.2002 | Drahnsdorf Falkenhain | Zusammenschluss | Drahnsdorf                 | Dahme-Spreewald       |
| 31.12.2002 | Zützen | Eingliederung   | Golßen                     | Dahme-Spreewald       |
| 31.12.2002 | Jetsch Schiebsdorf | Eingliederung   | Kasel-Golzig               | Dahme-Spreewald       |
| 31.12.2002 | Glienig Sellendorf | Zusammenschluss | Steinreich                 | Dahme-Spreewald       |
| 31.12.2002 | Wutzetz Zootzen | Eingliederung   | Friesack                   | Havelland             |
| 31.12.2002 | Schönholz-Neuwerder Stölln | Zusammenschluss | Gollenberg                 | Havelland             |
| 31.12.2002 | Görne Kleßen | Zusammenschluss | Kleßen-Görne               | Havelland             |
| 31.12.2002 | Barnewitz Buschow Garlitz Möthlow | Zusammenschluss | Märkisch Luch              | Havelland             |
| 31.12.2002 | Haage Senzke Wagenitz | Zusammenschluss | Mühlenberge                | Havelland             |
| 31.12.2002 | Buckow bei Nennhausen Damme | Eingliederung   | Nennhausen                 | Havelland             |
| 31.12.2002 | Mögelin | Eingliederung   | Premnitz                   | Havelland             |
| 31.12.2002 | Ferchesar Stechow | Zusammenschluss | Stechow-Ferchesar          | Havelland             |
| 31.12.2002 | Buchow-Karpzow Elstal Hoppenrade Priort Wustermark                                                                                          | Zusammenschluss | Wustermark                 | Havelland             |
| 31.12.2002 | Altlandsberg Bruchmühle Buchholz Gielsdorf Wesendahl                                                                                        | Zusammenschluss | Altlandsberg               | Märkisch-Oderland     |
| 31.12.2002 | Ogrosen Suschow | Eingliederung   | Vetschau/Spreewald         | Oberspreewald-Lausitz |
| 31.12.2002 | Bad Saarow-Pieskow | Namensänderung  | Bad Saarow                 | Oder-Spree            |
| 31.12.2002 | Neu Golm Petersdorf bei Bad Saarow-Pieskow                                                                                                  | Eingliederung   | Bad Saarow                 | Oder-Spree            |
| 31.12.2002 | Biegen | Eingliederung   | Briesen (Mark)             | Oder-Spree            |
| 31.12.2002 | Bork-Lellichow Holzhausen Kötzlin Rehfeld-Berlitt Teetz/Ganz                                                                                | Eingliederung   | Kyritz                     | Ostprignitz-Ruppin    |
| 31.12.2002 | Bergholz Borne Dippmannsdorf Fredersdorf Groß Briesen Kuhlowitz Lübnitz Lüsse Lütte Neschholz Ragösen Werbig                                | Eingliederung   | Belzig                     | Potsdam-Mittelmark    |
| 31.12.2002 | Caputh Ferch Geltow | Eingliederung   | Schwielowsee               | Potsdam-Mittelmark    |
| 31.12.2002 | Bardenitz Dietersdorf Feldheim Niebel Niebelhorst Rietz                                                                                     | Eingliederung   | Treuenbrietzen             | Potsdam-Mittelmark    |
| 31.12.2002 | Baek Boddin-Langnow Groß Pankow Groß Woltersdorf Helle Kehrberg Klein Gottschow Kuhbier Kuhsdorf Lindenberg Retzin Tüchen Vettin Wolfshagen | Zusammenschluss | Groß Pankow (Prignitz)     | Prignitz              |
| 31.12.2002 | Garlin Mankmuß Pröttlin | Eingliederung   | Karstädt                   | Prignitz              |
| 31.12.2002 | Alt Krüssow Beveringen Buchholz Falkenhagen Kemnitz Klein Woltersdorf Mesendorf Sadenbeck Steffenshagen Wilmersdorf                         | Eingliederung   | Pritzwalk                  | Prignitz              |
| 31.12.2002 | Graustein Groß Luja Lieskau Türkendorf | Eingliederung   | Spremberg                  | Spree-Neiße           |
| 31.12.2002 | Blumberg Casekow Luckow-Petershagen Wartin                                                                                                  | Zusammenschluss | Casekow                    | Uckermark             |
| 31.12.2002 | Woltersdorf | Eingliederung   | Casekow                    | Uckermark             |
| 31.12.2002 | Friedrichsthal Gartz (Oder) Geesow Hohenreinkendorf                                                                                         | Zusammenschluss | Gartz (Oder)               | Uckermark             |
| 31.12.2002 | Mescherin Neurochlitz Radekow Rosow | Zusammenschluss | Mescherin                  | Uckermark             |
| 31.12.2002 | Stendell | Eingliederung   | Schwedt/Oder               | Uckermark             |
| 31.12.2002 | Schönfeld Tantow | Zusammenschluss | Tantow                     | Uckermark             |